# Dueré
Dueré es un municipio brasilero del estado del Tocantins. Se localiza a una latitud 11º20'38" sur y a una longitud 49º16'14" oeste, estando a una altitud de 235 metros. Su población estimada en 2004 era de 4.649 habitantes.
Posee un área de 3465,8 km².